# Oreodera brailovskyi
Oreodera brailovskyi là một loài bọ cánh cứng trong họ Cerambycidae.